# جان کوک (قایقران روئینگ)
جان کوک (انگلیسی: John Cooke; ۹ آوریل ۱۹۳۷ – ۲۶ دسامبر ۲۰۰۵) قایقران روئینگ اهل ایالات متحده آمریکا بود.